# Józef Piłsudski
Józef Klemens Piłsudski (5. prosinca 1867., Zułów, Litva – 12. svibnja 1935., Varšava), poljski revolucionar, socijalist, državnik, šef države (1918. – 1922.), predsjednik vlade i diktator (1926. – 1935.) II. Poljske Republike te osnivač i vrhovni zapovjednik njenih oružanih snaga.
Od 1. svjetskog rata pa sve do svoje smrti Piłsudski je imao presudan utjecaj u vanjskoj i unutrašnjoj politici Poljske, a bio je i važna politička ličnost u međuratnoj Europi.  Smatra ga se zaslužnim za ponovno stvaranje nezavisne poljske države, 123 godine nakon podjele ostataka Kraljevine Poljske između susjednih zemalja.

### Rani život
Rođen u ne osobito bogatoj poljskoj plemenitaškoj obitelji u kojoj se gajio domoljubni duh (njegov se otac Józef borio u proturuskom suječanjskom ustanku 1863. godine), završio je gimnaziju u Vilniusu. Nakon što je 1885. godine upisao studij medicine u ukrajinskom Harkivu, suspendiran je zbog sudjelovanja u protucarističkim demonstracijama 1886. godine, a 1887. godine je zbog antidržavnih djelatnosti u Vilniusu - postao je članom ruske socijalističke (u to vrijeme još nije bilo podjele između komunista i socijalista) revolucionarne organizacije Narodnaya Volya - završio i u zatvoru.
Tijekom transporta u sibirski zatvor, sudjelovao je u zatvoreničkim neredima (u sukobu s čuvarima je izgubio dva zuba) i štrajku glađu. Na početku služenja 6-mjesečne zatvorske kazne je obolio zbog izloženosti izrazitoj sibirskoj hladnoći, te je doživotno osjećao posljedice bolesti. Nakon izdržavanja zatvorske kazne morao je ostati u progonstvu u Sibiru, gdje se uzdržavao podučavajući njemački i francuski jezik; tek se 1892. godine smio vratiti u rodni kraj (koji se danas nalazi u sklopu Litve).

### Vođa revolucionara
Odmah se uključuje u rad Poljske socijalističke partije, te od 1894. godine postaje glavni urednik socijalističkog časopisa Robotnik, koji se ilegalno raspačava širom Poljske i Litve. Zalagao se za gledište da u borbi za radnička prava ideologija ima sekundarno značenje, te da je treba povezati s borbom za nacionalno oslobođenje.
1899. godine ženi se s mladom socijalističkom aktivisticom Mariom Koplewskom (1865. – 1921.). S obzirom na to da je ona bila ranije crkveno vjenčana u Katoličkoj Crkvi, te nije bilo moguće da par stupi u brak dok su oni pripadnici te crkve, oboje su prešli na protestantsku vjeru.
Na početku Rusko-Japanskog rata (1904. – 1905.) Piłsudski putuje u Tokio, gdje nudi pokretanje gerilskog proturuskog rata u Poljskoj. Nakon povratka iz Japan, u jesen 1904. god. osniva Borbenu organizaciju Poljske socijalističke partije (poznati i kao bojówki), koja se priprema za proturusku pobunu. U to vrijeme, inače, glavnina poljskih intelektualaca i politike nastoji biti pomirljiv prema Rusiji, ne videći mogućnost za poljsku neovisnost. Bojówki se najprije angažiraju u demonstracijama gdje dolaze u sukobe s policijom, a od 1905. godine se upuštaju u terorističke akcije, koristeći se bombama za napad na ruske policajce. 1905. godine Piłsudski organizira veliki štrajk u Poljskoj, u kojemu sudjeluje preko 400 tisuća radnika. Nakon što policija silom lomi štrajk, bojówki daju oružanu podršku ustanku radnika u Łódźu. 22. prosinca 1905. godine Piłsudski poziva Poljake na ustanak, ali neuspješno.
1906. godine Piłsudski osniva u Krakovu, uz prešutnu suglasnost vlasti Austro–Ugarske, središte za obuku paravojnih postrojbi. Samo te godine, snage od približno 800 ljudi koje predvodi Piłsudski ubili su 336 ruskih policajaca, vojnika i službenika; taj broj potom raste te su žrtve na ruskoj strani porasle u 1908. godini na čak 2.000 ljudi.
1908. godine je Józef započeo ljubavničku vezu s Aleksandrom Szczerbińskom, ali je nastavio živjeti s Mariom - koja je za njegovu vezu znala, ali je odlučila nastaviti živjeti s Józefom - te je čak imala važnu ulogu u socijalističkom pokretu i njegovom paravojnom krilu kojim upravlja Piłsudski.
Od 1910. godine širom austrijskog dijela Poljske - i dalje uz suglasnosti Austro-Ugarskih vlasti - Piłsudski (njegovo nom de guerre je bilo "Mieczysław") osniva seriju "streljačkih klubova" (Związek Strzelecki), koji zapravo predstavljaju središta za obuku proruskih gerilaca, odnosno budućih dočasnika i časnika planirane poljske vojske. Paravojna organizacija koju Piłsudski vodi raste do 1914. godine na približno 12.000 ljudi.

### I. svjetski rat
3. kolovoza 1914. godine, u vrijeme napetosti između Austro-Ugarske na početku I. svjetskog rata Piłsudski sudjeluje osnivanju Prve kadrovske satnije (Pierwsza Kompania Kadrowa), koja je uspostavljena u sastavu austrijske vojske u Krakovu - s planom da okupi Poljake s područja pod vlašću Rusije, koji se žele boriti na austrijskoj strani. 6. kolovoza započinje rat, a oslanjajući se na početne uspjehe austrijskih i njemačkih snaga, Prva kadrovska satnija zauzima 12. kolovoza 1914. god. grad Kielce u središnjoj Poljskoj. Već krajem kolovoza iste godine osnovana je Poljska legija iz sastava  "streljačkih klubova", te uz potporu poljskih političara u Austriji. Ona djeluje kao samostalna postrojba u sastavu austrijske vojske, a Piłsudski ispočetka preuzima zapovijedanje njenom Prvom brigadom. Sve tri brigade ratuju na austrijskoj strani, u teškim borbama i uz dosta vojnog uspjeha; međutim uz dosta žrtava. Samo u boju kod Kostiuchnówke sredinom 1916. godine trpi gubitke od preko 2.000 ljudi. Među pripadnicima Poljske legije uživao je Piłsudski neupitni autoriter i poštovanje. Krajem 1914. god. on osniva još i Poljsku vojnu organizaciju (Polska Organizacja Wojskowa) koja djeluje kao obavještajna služba.
Nakon što Sile osovine početkom 1917. godine osnivaju na dijelu ruskog teritorija kojega su okupirale Kraljevinu Poljsku,  Piłsudski u Namjesništvu (vladi) te tvorevine preuzima dužnost ministra rata, te je preuzeo zapovijedanje poljskim snagama u sastavu njemačkih vojnih snaga, tzv. Polnische Wehrmacht (poljski: Polska Siła Zbrojna), koja u principu djeluje kao oružništvo i obnaša uglavnom policijske zadaće. U srpnju 1917. godine zabranjuje Piłsudski vojnicima pod svojom kontrolom da ubuduće polažu prisegu Njemačkoj, nastojeći prikazati distancu od te države; Nijemci ga nakon toga uhićuju i zatvaraju u Magdeburgu.

### Neovisnost Poljske
8. studenog 1918. godine, 3 dana prije nego što će Njemačka kapitulirati pred silama Antante, Nijemci oslobađaju Piłsudskog i njegovog bliskog suradnika pukovnika Kazimierza Sosnkowskog, koji se odmah upućuju u Varšavu, u željezničkoj kompoziciji koju su mu organizirali Nijemci.  11. studenog 1918. godine Namjesništvo Poljske ga imenuje glavnim zapovjednikom oružanih snaga države koja je proglasila neovisnost: taj se dan do danas u Poljskoj obilježava kao Dan neovisnosti. S njemačkim zapovjedništvom Piłsudski dogovara mirnu evakuaciju Varšavskog garnizona, čijih 55.000 ljudi ostavlja sve naoružanje Poljskoj vojsci. Tijekom narednih mjeseci, njemačke snage - koje nisu kapitulirale pred Rusijom pogođenom građanskim ratom, i prisutnost čijih 400.000 pripadnika je bila značajna za očuvanje mira na granicama - postepeno i mirno napuštaju Poljsku. Poljska vlada 14. studenog 1918. godine traži od Piłsudskog da preuzme zadaću privremenog šefa države, a 22. studenog je od premijera Jędrzeja Moraczewskog službeno imenovan za privremenog Predsjednika Države (Naczelnik Państwa). Piłsudski sastavlja koalicijsku vladu, koju međutim predvode socijalisti i koji odmah provodi razne socijalne reforme, poput 8-satnog dana, besplatnog školstva, te prava glasa za žene. Međutim Piłsudski zabranjuje socijalistima da ga ubuduće oslovljavaju s "druže" ("Towarzysz"), što da ne priliči šefu države koji predstavlja i one koji su drugačijih političkih pogleda.
Piłsudski nastoji što brže formirati postrojbe nove poljske vojske od veterana iz njemačke, austrijske i ruske vojske. Uspijeva veliko područje Poljske (od Krakova do Lavova) spojiti u neovisnu državu zajedno s onim dijelovima Poljske koji su ranije bili pod vlašću Rusije. Poljska je osiromašena zbog rata i neuredne uprave pod okupacijom, a zapadne zemlje nisu imale nimalo povjerenja u nju - kao tvorevinu nastalu kao plod uspjeha Sila osovine u ratovanju protiv Rusije. Piłsudski danonoćno i vrlo naporno radi, trošeći sve svoje snage u uspostavu države koja je suočena s velikim izazovima.

### Ratovi
Nakon napetosti, ukrajinske snage zauzimaju Lavov, te počinje Poljsko-ukrajinski rat, koji s vremenom dobiva na zamahu.
Francuzi u lipnju 1917. godine od poljskih dragovoljaca - pripadnika kanadskih i američkih postrojbi, te zarobljenika iz njemačke i austrijske vojske osnivaju i naoružavaju Plavu Armiju (Błękitna Armia) - vojnu silu od gotovo 70 tisuća ljudi. Namjera je da ta sila posluži kako bi se osiguralo da Poljska postane pouzdanom saveznicom zapadnih zemalja. Njemačka ne dopušta da ta vojska preko njenog teritorija dođe u Poljsku (mirovni ugovor u to vrijeme nije bio potpisan, te je Njemačka gajila nade da će nakon primirja sebi osigurati relativno povoljan položaj), te to postaje mogućim tek u proljeće 1919. godine, kada je Njemačka sama zahvaćena revolucionarnim događajima. Nijemci tada dozvoljavaju da poljske postrojbe u zapečaćenim vlakovima prođu preko Njemačke, ali uz uvjet da oružje putuje odvojenim željezničkim kompozicija.
Dolazak postrojbi Plave Armije donio je prevagu u Poljsko-ukrajinskom ratu u na poljsku stranu, te su ukrajinske postrojbe potisnute (riječ je o postrojbama koje su velikim dijelom i bile sastavljene od ukrajinskih dragovoljaca s područja koje će između dva svjetska rata pripadati Poljskoj). Rat će biti završen u srpnju 1919. godine - uz posredovanje Francuza i Britanaca - kada krhkoj ukrajinskoj državi ozbiljno prijeti vojni pritisak iz komunističke Rusije.
Plava Armija (čiji časnici nisu imali socijalističkih nagnuća, te su bili sumnjičavi prema onome što je u Poljskoj nastalo djelovanjem Njemačke) integrirane su u regularnu poljsku vojsku, te od veljače 1920. godine služe u Sovjetsko-Poljskom ratu, koji je zaprijetio opstanku mlade Poljske. Rat će potrajati, više od dvije godine - sve do ožujka 1921. godine -  te će završiti pobjedom Poljske, uvelike zahvaljujući građanskom ratu u samoj Rusiji, gdje su carističke snage zaprijetile sovjetskoj vlasti. Od 1920. godine Piłsudski vodi oružane snage svoje zemlje s činom maršala Poljske.
Tijekom ratovanja kojima se osigurao opstanak neovisne Poljske, članci 87. – 93. Versajskog ugovora od 28. lipnja 1919. god. osigurali su međunarodno priznanje Poljske.

### Nakon 1922.
1922. se Piłsudski povlači iz politike prepuštajući vlast političkim protivnicima. Nakon što konzervativne političke snage nisu uspjele osigurati uspješno djelovanje nacionalnog gospodarstva (u zemlji je zavladala hiperinflacija i postojala su snažna socijalna nezadovoljstva), u politički život se vratio 1926. državnim udarom. Podržale su ga lijeve stranke, čak i komunistička; u državnom udaru je izginulo 215 vojnika i 164 civila. Nakon toga on nakratko vlada kao diktator i potom dva puta služi kao predsjednik vlade (1926. – 1928. i 1930.).  Od 1930. god. pa do svoje smrti bavio se prvenstveno vojnim i vanjskopolitičkim pitanjima - njegov je autoritet u Poljskoj, međutim, bio neupitan i ništa se nije smjelo poduzeti protiv njegove volje - nastojeći očuvati poljsku nezavisnost od mogućih ekspanzionističkih posezanja Njemačke i Sovjetskog Saveza.

### Sjećanje
Nakon povratka iz Magdeburga 1918., Piłsudski nije nastavio živjeti sa suprugom Mariom, nego je njegova dugogodišnja ljubavnica Aleksandra Szczerbińska postala njegova de facto supruga. Maria Piłsudska se povukla iz javnog života i nastavila obitavati u Krakovu, gdje je umrla u kolovozu 1921. Piłsudski nije bio na njenom pogrebu u Vilniusu, te se dva mjeseca kasnije oženio Aleksandrom, koja mu je 1918. i 1920. rodila dvije kćerke.
Iako je za vrijeme komunističke vlasti u Poljskoj često omalovažavan, danas Piłsudskog mnogi Poljaci smatraju nacionalnim junakom, a šire je cijenjen kao uspješan vojni zapovjednik.

## Povezani članak
- Međumorje